# Еваристо Бекалоси
Еваристо Бекалоси (на италиански: Evaristo Beccalossi) роден на 12 май 1956 г. в Бреша е бивш италиански футболист.
Техничен плеймейкър, характерен с това, че рита с левия крак, Бекалоси започва своята кариера в местния отбор на Браша Калчо, но става известен с престоя си във ФК Интер и партньорството си с Алесандро Алтобели в края на 70-те и началото на 80-те години. Изиграва 217 мача, в които вкарва общо 37 гола с черно-синята фланелка, като два от които в дербито с Милан през 1980 г. Същия сезон Бекалоси става шампион на Италия, а на следващата година вдига и купата на страната. През 1984 г. играе за отбора на Сампдория, с които вдига своята втора Копа Италия. Следващата година преминава в отбора на Монца и след един сезон отново се завръща в родния Бреша Калчо. Там остава две години, след което сменя редица скромни отбори от по-долните дивизии. Завършва кариерата си с отбора на Брено през 1991 г.
Въпреки доказаните си качества Бекалоси никога не е получавал повиквателна за националния отбор на Италия.

## Отличия
- Шампион на Италия: 1

Интер: 1979-80
- Копа Италия: 2

Интер: 1982
Сампдория: 1985
- Най-добър футболист на Серия А: 1

Интер: 1982